# Smithfield, North Carolina
Smithfield är administrativ huvudort i Johnston County i North Carolina. Orten har fått sitt namn efter markägaren John Smith. Enligt 2010 års folkräkning hade Smithfield 10 966 invånare.